# Ontológia megfeleltetés
Az ontológia megfeleltetés vagy ontológia illesztés adott fogalmak közötti kapcsolatok keresését jelenti. Kapcsolatok egy adott halmazát szintén megfeleltetésnek nevezik. Ez a fogalom némileg más értelmet nyer a számítástechnika világában.

## Ontológia megfeleltetés az informatikában
A számítástechnikában a fogalmak tulajdonképpen címkézett adatokként értelmezhetők. Történelmileg, az ontológia megfeleltetések szükségességét a heterogén adatbázisok integrációjának problémája motiválta, amely adathalmazok függetlenül kerültek kialakításra, és mind saját adatszótárral rendelkeztek. Szemantikus webes környezetben, ahol sok olyan szereplő került bevonásra, akik saját ontológiákat biztosítanak, az ontológia megfeleltetés különösen kritikus helyet kapott a heterogén adatforrások együttműködésének kialakításában. Az ontológia megfeleltető eszközök adott adatoknak olyan osztályait keresik, amelyek "szemantikusan ekvivalensek", mint például az "autó" és a "gépkocsi" fogalmak. Az osztályok nem feltétlenül azonosak logikailag. Euzenat és Shvaiko (2007) szerint a hasonlóság három fő dimenzióját különíthetjük el: szintaktikus, külső és szemantikus. Számos eszköz és keretrendszer került kifejlesztésre ontológiák megfeleltetésének céljából, amelyek közül néhány alkalmazás számára a megismeréstudomány szolgált inspirációként, néhány pedig ettől függetlenül készült.
Az ontológia megfeleltető eszközök általában adatbázis sémák, XML sémák, taxonómiák, formális nyelvek, egyed-kapcsolat modellek, szótárak és más, címkézett adathalmazok feldolgozására készültek. Ezen adathalmazoknak a megfeleltetés előtt legtöbb esetben egy adott gráf reprezentációra történő konverzióját végzik el.
A Szemantikus Web megjelenése óta ezen gráfok az RDF (Resource Description Framework) nyelvcsalád segítségével reprezentálhatók, mégpedig <alany, állítmány, tárgy> alakú rendezett hármasok formájában, legtöbbször a Notation 3 szintaxisnak megfelelően.
Ebben a környezetben az ontológiák megfeleltetésének problémakörét sok esetben "ontológia illesztésnek" nevezik.
Az ontológia megfeleltetési problémát jelenleg úgy kezelik, hogy először megpróbálják az illesztést kiszámítani, majd a kapott illesztésnek megfelelően automatikusan megfeleltetni az adott ontológiákat. Jelenleg a DSSim, az X-SOM és a COMA++ rendszerek képesek elérni a legnagyobb pontosságot és lefedettséget. Az Ontology Alignment Evaluation Initiative kezdeményezés a különböző módszerek kiértékelését, összehasonlítását és javítását tűzte ki célként.
Legújabb eredményként egy minimális megfeleltetéseken alapuló technika került bemutatásra, amely hasznosnak bizonyult a megfeleltetések validációjának és vizualizációjának erőforrásigény szempontjából történő minimalizálásában. A minimális megfeleltetések olyan speciális megfeleltetések, amelyekből egyrészt minden más megfeleltetés kiszámítható lineáris időben (az input gráf méretét alapul véve), másrészt egyikük sem csökkenthető az előbb említett tulajdonság elvesztése nélkül.

## Formális definíció
Adott {\displaystyle i=\langle C_{i},R_{i},I_{i},A_{i}\rangle } és {\displaystyle j=\langle C_{j},R_{j},I_{j},A_{j}\rangle } ontológiák között számos különböző kapcsolatot definiálhatunk.
Ezen kapcsolatokat együttesen megfeleltetéseknek nevezzük, és különböző dimenziók szerint csoportosíthatók:
- hasonlóság vagy logika: ez képezi a különbséget az illesztések (az ontológiabeli kifejezések szemantikus hasonlóságának becslése) és a megfeleltetések (logikai axiómák, amelyek általában ontológiabeli kifejezések közötti logikai ekvivalenciát vagy tartalmazást fejeznek ki) között
- atomi vagy komplex: az adott megfeleltetés "egy az egyhez" típusú, vagy több kifejezést is magában foglalhat egy lekérdezéshez hasonló formulában (pl. LAV/GAV megfeleltetés)
- homogén vagy heterogén: a megfeleltetések ugyanolyan típusú kifejezések felett értelmezettek (pl. osztályok csak osztályokkal, példányok csak példányokkal állhatnak kapcsolatban, stb.) vagy megengedünk heterogenitást is a kapcsolatokban?
- megfeleltetés típusa: a megfeleltetésekben használt szemantikus kapcsolatok típusa, amely lehet alárendeltség, ekvivalencia, függetlenség, tartalmazás, vagy más, felhasználó által definiált kapcsolat.

Az alárendeltségen alapuló, atomi, homogén megfeleltetések képezik az alapvető építőköveket nagyobb megfeleltetések konstruálásához, és minden leíró logikában megfelelő szemantikával rendelkeznek.
Egy atomi homogén illesztés egy olyan megfeleltetés, amely egy {\displaystyle s\in [0,1]} hasonlósági mértéket foglal magában, leírva ezzel az {\displaystyle i} és {\displaystyle j} input ontológiák két kifejezésének hasonlóságát.
Egy illesztés kiszámítható heurisztikus algoritmusok használatával, vagy más illesztésekből következtethető.
Formálisan azt mondhatjuk, hogy egy illesztés egy {\displaystyle m=\langle id,t_{i},t_{j},s\rangle } rendezett négyes, ahol {\displaystyle t_{i}} és {\displaystyle t_{j}} ontológiabeli homogén kifejezések, valamint {\displaystyle s} jelenti az {\displaystyle m} illesztés hasonlósági mértékét.
Egy (alárendeltségen alapuló, homogén, atomi) megfeleltetés egy {\displaystyle \mu =\langle t_{i},t_{j}\rangle } rendezett párként definiálható, ahol {\displaystyle t_{i}} és {\displaystyle t_{j}} ontológiabeli homogén kifejezések.

## Vizualizációs eszközök
- ITM Align: semi-automated ontology alignment
- Optima: A Visual Ontology Alignment Tool
- CogZ: Cognitive Support and Visualization for Human-Guided Mapping Systems
- AgreementMaker: Efficient Matching for Large Real-World Schemas and Ontologies
- Biomixer: A Web-based Collaborative Ontology Visualization Tool.